# شارلوت ديسبارد
شارلوت ديسبارد (بالإنجليزية: Charlotte Despard) (فرنش قبل الزواج) (15 يونيو 1844 – 10 نوفمبر 1939) كانت منادية بمنح المرأة حق الاقتراع، واشتراكية، وسلامية، وناشطة من حزب شين فين، وروائية أنجلوأيرلندية. كانت عضوًا مؤسسًا في رابطة حرية المرأة، وحملة السلام النسائية، والرابطة الأيرلندية للانتخاب النسائي، وكانت ناشطة في مجموعة واسعة من المنظمات السياسية على مدار حياتها، بما في ذلك الاتحاد الاجتماعي والسياسي للمرأة، وحزب العمال، ومجلس النساء الأيرلنديات، والحزب الشيوعي لبريطانيا العظمى.

## النشأة
وُلدت شارلوت فرنش في ريبل بمقاطعة كنت، وكانت ابنة الكابتن الأيرلندي جون تريسي ويليام فرنش من البحرية الملكية (الذي توفي في عام 1855) ومارغريت فرنش، إيكلز قبل الزواج (التي ماتت إثر معاناتها من الجنون في عام 1867). أصبح شقيقها جون فرنش قائدًا عسكريًا رائدًا خلال الحرب العالمية الأولى، واللورد الملازم لأيرلندا، ووضعهما ذلك على أطراف سياسية معارضة لاحقًا.
ندمت على افتقارها إلى التعليم، مع أنها التحقت بمدرسة إنهاء في لندن. في عام 1870، تزوجت رجل الأعمال ماكسيميليان كاردين ديسبارد، وصاحبته في رحلاته التي تخص اهتماماته التجارية في آسيا والهند، لكنه توفي بعد ذلك في البحر عام 1890، ولم يكن لديهما أطفال. ارتدت ديسبارد الأسود لمعظم ما تبقى من أيامها.

## الروايات
نُشرت رواية ديسبارد الأولى، عفيف كالجليد، ونقي كالثلج، في عام 1874. على مدى السنوات الست عشرة التالية، كتبت عشر روايات، ثلاث من بينها لم تُنشر قط. كتبت الخارجة عن القانون: رواية عن سؤال حق الانتخاب للمرأة بالاشتراك مع صديقتها مابل كولينز، ونُشرت في عام 1908.

## الأعمال الخيرية
بعد وفاة زوجها حين كانت في السادسة والأربعين من عمرها، شجعها أصدقاؤها على القيام بأعمال خيرية. صُدمت ديسبارد بسبب مستويات الفقر في لندن، وخصصت وقتها وأموالها لمساعدة الفقراء في باترسي، وشملت مساعداتها عيادة صحية، ومطبخ حساء للعاطلين، ونوادٍ للشباب والرجال العاملين في هذه المنطقة الفقيرة. عاشت فوق أحد المتاجر الخيرية خاصتها في واحدة من أفقر المناطق في ناين إلمز خلال الأسبوع، واعتنقت الكاثوليكية الرومانية. تقاعدت من المجلس في عام 1903.

## السياسة

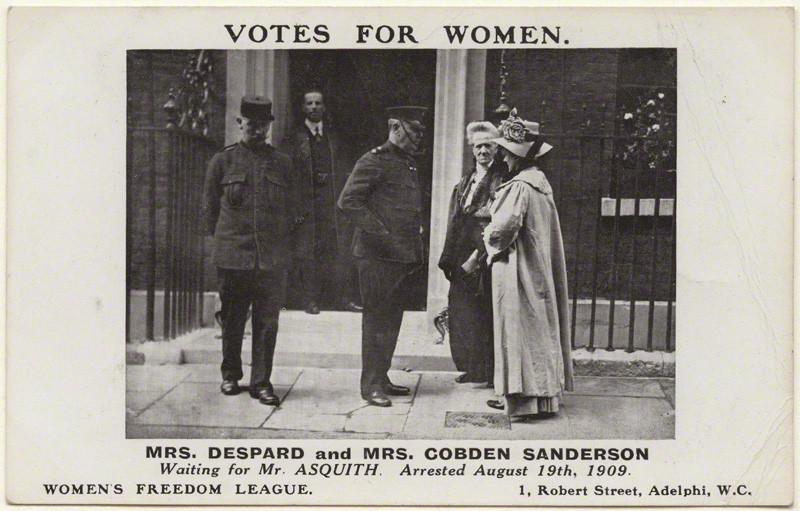
صورة تاريخية لـ "شارلوت ديسبارد" و"آن كوبدن ساندرسون" أمام 10 شارع داونينج في لندن

أصبحت صديقة مقربة لإليانور ماركس، وكانت مندوبة في الأممية الثانية، وشمل ذلك كونها مندوبة في المؤتمر الرابع في لندن عام 1896. قامت بحملة ضد حرب البوير باعتبارها «حربًا خبيثة لهذه الحكومة الرأسمالية» وجالت في المملكة المتحدة تتحدث ضد استخدام التجنيد الإجباري في الحرب العالمية الأولى، مُشكّلةً منظمة مسالمة تُسمى حملة السلام النسائية، من أجل معارضة الحروب كلها.

### منح المرأة حق التصويت
كانت ديسبارد مؤيدة قوية للاتحاد الديمقراطي الاجتماعي وحزب العمل المستقل. في عام 1906، انضمت إلى الاتحاد الوطني لجمعيات حق المرأة في الاقتراع، وسُجنت مرتين في سجن هولواي. شعرت بالإحباط من قلة التقدم الذي أحرزته المنظمة، لذلك انضمت إلى الاتحاد الاجتماعي والسياسي للمرأة الأكثر راديكالية (دبليو إس بّي يو).
في عام 1907، كانت ديسبارد واحدة من ثلاث نساء شكلن رابطة حرية المرأة بعد خلافات حول الطريقة الاستبدادية التي كان يُدار بها الاتحاد الاجتماعي والسياسي للمرأة. كانت ديسبارد كاثوليكية نشطة، وفي يوم أربعاء الرماد من عام 1907، ذهبت ديسبارد مع أخريات إلى مجلس العموم واعتُقِلن. في تأسيس رابطة حرية المرأة، انضمت تيريزا بيلينغتون غريغ وإديث هاو مارتين إلى ديسبارد. عُرفت باستخدام استراتيجيات المقاومة السلمية الجديدة، التي شملت تقييد النساء لأنفسهن ببوابة معرض السيدات في قصر وستمنستر، وكانت هنالك أيضًا حملة «لا ضريبة بدون تمثيل»، التي جرى خلالها الاستيلاء على أثاثها المنزلي مرارًا وتكرارًا بدلًا من الغرامات. أدركت ديسبارد، جنبًا إلى جنب مع فرجينيا كروفورد، أن مجموعات الحركة النسائية كان عليها العمل معًا في بعض الأحيان أيضًا.
في عام 1909، التقت ديسبارد موهانداس غاندي في لندن في دورها في رابطة حرية المرأة.

### تأسيس مستشفى ومدرسة للاجئين
عملت منذ عام 1912 وحتى عام 1921 مع كيت هارفي، وهي مناصرة نسوية أخرى ومقاومة للضرائب، إلى جانب أعضاء بارزين آخرين مثل صوفيا دوليب سينغ. كتبت ديسبارد في مذكراتها عن كيت هارفي أن «ذكرى حبنا» بدأت في 12 يناير عام 1912، مع أنه لا يزال من غير الواضح ما كانت تعنيه بتلك الكلمات. حولت كيت هارفي منزلها، براكنهيل، في هايلاند رود، بروملي، إلى مستشفى بواحد وثلاثين سريرًا، وكانت هذه الأسرّة مخصصة في البداية للجنود الجرحى في الحرب العالمية الأولى، ولكن استُخدمت للنساء والأطفال اللاجئين بدلًا من ذلك. اشترت ديسبارد وهارفي مساحة 12 فدانًا في هارتفيلد العليا، أطلقوا عليها أيضًا اسم «براكنهيل». في السابق، كانت هارفي منخرطة في الثيوصوفية، وكذلك انخرطت ديسبارد والأطفال من بروملي الذين نُقِلوا إلى مدرسة ذا كلويسترز، وهي مدرسة في الهواء الطلق مخصصة لهذه القضية في مدينة ليتشوورث. أصبحت المدرسة في هارتفيلد مدرسة في الهواء الطلق، وأُغلِقَت في عام 1939.

## المراحل اللاحقة من الحياة
على نقيض غيرها من المنادين بحق الاقتراع، رفضت ديسبارد المشاركة في حملة تجنيد الجيش البريطاني خلال الحرب العالمية الأولى بصفتها من دعاة السلام، وهو موقف مختلف عن موقف عائلتها: كان شقيقها المشير جون فرنش رئيسُ هيئة الأركان العامة في الجيش البريطاني وقائد القوة الاستطلاعية البريطانية المبعوثة إلى أوروبا في أغسطس عام 1914، كما خدمت شقيقتهما، كاثرين هارلي، في مستشفى النساء الاسكتلنديات في فرنسا.
كانت ديسبارد عضوًا نشطًا في حزب العمال في باترسي خلال العقود الأولى من القرن العشرين. اختيرت مرشحةً عماليةً عن باترسي نورث في الانتخابات العامة لعام 1918، حين كانت تبلغ من العمر 74 عامًا، ولكن على الرغم من ذلك، كانت وجهات نظرها المناهضة للحرب غير شعبية لدى الجمهور، وهُزمت.
انخرطت ديسبارد في قضايا أخرى مثل جمعية لندن النباتية، التي أصبحت نائبًا للرئيس فيها في عام 1931، وجمعية أنقذوا الأطفال الخيرية، وحركة الاستقلال الهندية. كانت ديسبارد عضوًا في مجلس إدارة المؤتمر العالمي للعقائد في ثلاثينيات القرن العشرين.
بقيت ديسبارد سياسية بنشاط في التسعينيات من عمرها، فألفت خطابات مناهضة للفاشية في أمثال ميدان ترفلغار في ثلاثينيات القرن الماضي، وقامت بجولة في الاتحاد السوفيتي، وانضمت في وقت لاحق إلى الحزب الشيوعي لبريطانيا العظمى.